# 科林湖
科林湖（英語：Colleen Lake），是南極洲的湖泊，位於維多利亞地的斯科特海岸，處於喬伊斯冰川和加伍德冰川之間，在1958年1月14日由美國地質學家發現，現時由南極條約體系管理。